# Marleen Veldhuis
Marleen Veldhuis, Magdalena ("Marleen") Johanna Maria Veldhuis, née le 29 juin 1979 à Borne, est une nageuse néerlandaise.
Elle a remporté la médaille d'or du relais 4 × 100 m nage libre aux Jeux olympiques de 2008 à Pékin ainsi que de nombreuses autres médailles au niveau mondial et européen.

## Palmarès

### Jeux olympiques
- Jeux olympiques d'été de 2004 à Athènes :
  -  Médaille de bronze au titre du relais 4 × 100 m nage libre.
- Jeux olympiques d'été de 2008 à Pékin :
  -  Médaille d'or au titre du relais 4 × 100 m nage libre.
- Jeux olympiques d'été de 2012 à Londres (Royaume-Uni) :
  -  Médaille d'argent au titre du relais 4 × 100 m nage libre.
  -  Médaille de bronze sur 50 m nage libre.

### Championnats du monde

#### En grand bassin
- Championnats du monde de natation 2005 à Montréal :
  -  Médaille d'argent du 50 mètres nage libre.
- Championnats du monde de natation 2007 à Melbourne :
  -  Médaille d'argent du 100 mètres nage libre.
  -  Médaille de bronze du 50 mètres nage libre.
  -  Médaille de bronze au titre du relais 4 × 100 mètres nage libre.
- Championnats du monde de natation 2009 à Rome (Italie) :
  -  Médaille d'or au titre du relais 4 × 100 mètres nage libre.
  -  Médaille de bronze du 50 mètres nage libre.
- Championnats du monde 2011 à Shanghai (Chine) :
  -  Médaille d'or au titre du relais 4 × 100 m nage libre.
  -  Médaille de bronze du 50 mètres nage libre.

#### En petit bassin
- Championnats du monde 2004 petit bassin à Indianapolis :
  -  Médaille d'or du 50 mètres nage libre.
  -  Médaille de bronze du 100 mètres nage libre.
- Championnats du monde 2006 petit bassin à Shanghai :
  -  Médaille d'or au titre du relais 4 × 100 mètres nage libre.
  -  Médaille d'argent du 100 mètres nage libre.
  -  Médaille de bronze du 50 mètres nage libre.
- Championnats du monde 2008 petit bassin à Manchester :
  -  Médaille d'or du 50 mètres nage libre.
  -  Médaille d'or du 100 mètres nage libre.
  -  Médaille d'or au titre du relais 4 × 100 mètres nage libre.
  -  Médaille d'or au titre du relais 4 × 200 mètres nage libre.

### Championnats d'Europe

#### En grand bassin
- Championnats d'Europe de natation 2002 à Berlin :
  -  Médaille de bronze au titre du relais 4 × 100 mètres nage libre.
- Championnats d'Europe de natation 2004 à Madrid :
  -  Médaille d'argent du 100 mètres nage libre.
  -  Médaille d'argent au titre du relais 4 × 100 mètres nage libre.
  -  Médaille de bronze au titre du relais 4 × 100 mètres 4 nages.
- Championnats d'Europe de natation 2006 à Budapest :
  -  Médaille d'argent du 100 mètres nage libre.
  -  Médaille d'argent au titre du relais 4 × 100 mètres nage libre.
  -  Médaille de bronze du 50 mètres nage libre.
- Championnats d'Europe de natation 2008 à Eindhoven :
  -  Médaille d'or du 50 mètres nage libre.
  -  Médaille d'or du 100 mètres nage libre.
  -  Médaille d'or au titre du relais 4 × 100 mètres nage libre.
  -  Médaille de bronze au titre du relais 4 × 100 mètres 4 nages.

#### En petit bassin
- Championnats d'Europe 2002 petit bassin à Riesa :
  -  Médaille de bronze au titre du relais 4 × 50 mètres 4 nages.
- Championnats d'Europe 2003 petit bassin à Dublin :
  -  Médaille d'or du 50 mètres nage libre.
  -  Médaille d'or au titre du relais 4 × 50 mètres nage libre.
  -  Médaille d'argent du 100 mètres nage libre.
  -  Médaille de bronze au titre du relais 4 × 50 mètres 4 nages.
- Championnats d'Europe 2004 petit bassin à Vienne :
  -  Médaille d'or du 50 mètres nage libre.
  -  Médaille d'or au titre du relais 4 × 50 mètres nage libre.
  -  Médaille d'or au titre du relais 4 × 50 mètres 4 nages.
  -  Médaille d'argent du 100 mètres nage libre.
- Championnats d'Europe 2005 petit bassin à Trieste :
  -  Médaille d'or du 50 mètres nage libre.
  -  Médaille d'or du 100 mètres nage libre.
  -  Médaille d'or au titre du relais 4 × 50 mètres nage libre.
  -  Médaille d'or au titre du relais 4 × 50 mètres 4 nages.
- Championnats d'Europe 2006 petit bassin à Helsinki :
  -  Médaille d'or du 50 mètres nage libre.
  -  Médaille d'or du 100 mètres nage libre.
  -  Médaille d'argent au titre du relais 4 × 50 mètres nage libre.
- Championnats d'Europe 2007 petit bassin à Debrecen :
  -  Médaille d'or du 50 mètres nage libre.
  -  Médaille d'or au titre du relais 4 × 50 mètres nage libre.
  -  Médaille d'argent du 100 mètres nage libre.
- Championnats d'Europe 2008 petit bassin à Rijeka :
  -  Médaille d'or du 50 mètres nage libre.
  -  Médaille d'or du 100 mètres nage libre.
  -  Médaille d'or au titre du relais 4 × 50 mètres nage libre.
  -  Médaille d'or au titre du relais 4 × 50 mètres 4 nages.

## Records
- Record du monde du 50 mètres nage libre en 24 s 09 établi en 2008 lors des Championnats d'Europe.
- Record du monde du 50 mètres nage libre en 23 s 96 établi à Amsterdam en 2009.
- Record du monde du 50 mètres papillon en 25 s 33 établi à Amsterdam en 2009.
- Record du monde du 50 mètres nage libre en petit bassin en 23 s 58 établi à Berlin en 2007.
- Record du monde du 50 mètres nage libre en petit bassin en 23 s 25 établi en 2008 lors des Championnats du monde.
- Record d'Europe du 100 mètres nage libre en petit bassin en 52 s 14 établi à Berlin en 2007.
- Record d'Europe du 100 mètres nage libre en petit bassin en 52 s 08 établi à Amsterdam en 2007.
- Record d'Europe du 100 mètres nage libre en petit bassin en 51 s 91 établi en 2008 lors des Championnats d'Europe.